# Baúngon
Baúngon es un municipio filipino de segunda categoría, situado al norte de la isla de Mindanao. Forma parte de  la provincia de Bukidnon. 
Para las elecciones está encuadrado en el primer distrito electoral.

## Barrios
El municipio  de Baúngon se divide, a los efectos administrativos, en 16 barangayes o barrios, conforme a la siguiente relación:
| - Balintad - Buenavista - Danatag - Kalilangan | - Lacolac - Langaón - Liboran - Lingating | - Mabuhay - Mabunga - Nicdao - Imbatug (Población) | - Pualas - Salimbalan - San Vicente - San Miguel |  |

## Historia

### Influencia española
La provincia de Misamis, creada en 1818,   formaba  parte del Imperio español en Asia y Oceanía (1520-1898). Estaba dividida en cuatro partidos.

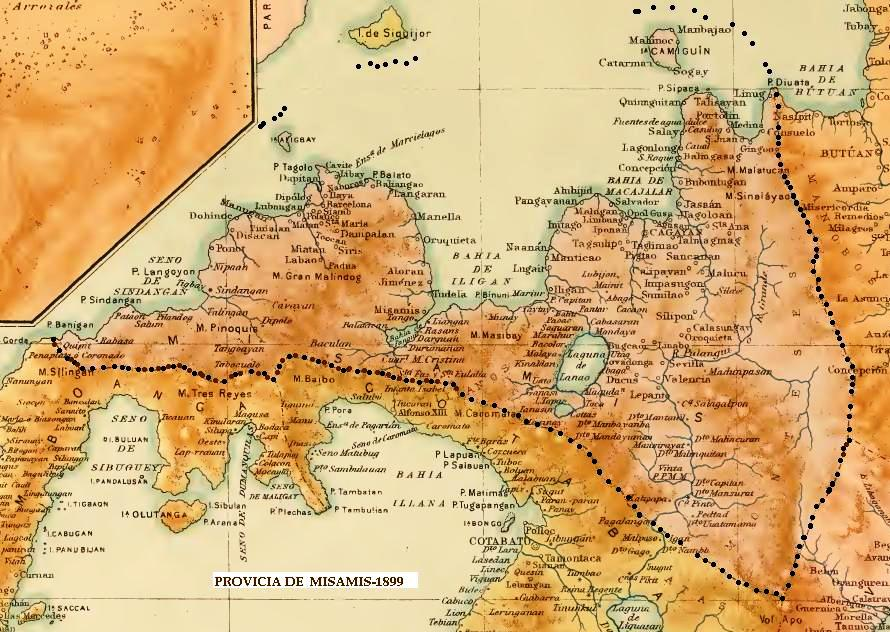
El distrito 2.º de Misamis en 1899.

A principios del siglo XX la isla de Mindanao se hallaba dividida en siete distritos o provincias, uno de los cuales era el distrito 2º de Misamis, su capital era la villa de Cagayán de Misamis y del mismo dependía la comandancia de Dapitan.
La misión de Sevilla, o de Linabo,  contaba con una población de 4.145 almas incluyendo las visitas de Calasúngay, Linabo, Bugcaon, Valencia, Covadonga, Monserrat, Oroquieta y Silay.

### Ocupación estadounidense

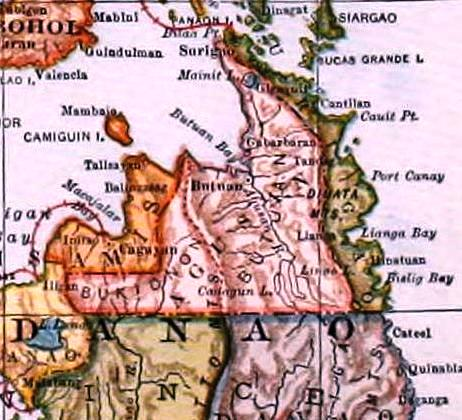
Agusan en 1921.

Una vez pacificado el territorio, el gobierno civil de la  provincia de Misamis fue establecido el 15 de mayo de 1901 incluyendo la subprovincia de Bukidnon.
En 1907 cuando se crea la provincia de Agusan incluye a Bukidnon en su territorio a Bukidnon.
En septiembre de 1914, al crearse el Departamento de Mindanao y Joló , Bukidnon  se convierte en una de sus siete provincias.
Baúngon consta como uno de los 9 distritos municipales en la relación de municipios que figura en la División Administrativa de Filipinas de 1916 y también en el plano del censo de 1918.

### Independencia
El municipio data de 1 de julio de 1956, cuando los distritos municipales de Baúngon, Kibawe, Libona, Maramag y Sumilao, todos en la provincia de Bukidnon, quedan convertidos en municipios regulares.